# 칠갑산 (드라마)
《칠갑산》은 MBC에서 1995년 6월 25일에 방영된 6.25 특집 드라마이며, 3대에 걸친 여성의 수난사를 다뤘다.

## 줄거리
가희는 준혁을 사랑하지만 다른 남자에게 성폭행을 당하고 원치 않는 임신을 하게 된다. 하지만 비슷한 과정을 겪은 할머니와 어머니는 남자에게 자신의 인생을 맡기는 데 비해 가희는 스스로 운명을 결정한다.

## 등장 인물
- 황수정 : 가희 역
- 이재룡 : 준혁 역
- 정혜선 : 가희의 할머니 역
- 이경진 : 가희의 어머니 역
- 안연홍
- 길용우
- 김상중
- 정한헌
- 강남길
- 심양홍
- 김정학